# Прапор Ваасмюнстера
Прапор Ваасмюнстер був офіційно прийнятий муніципальною радою 5 червня 1987 року як муніципальний прапор східнофламандської комуни Ваасмюнстер. 1 березня 1988 року він був підтверджений урядом Фландрії та остаточно опублікований 16 вересня 1988 року в офіційному бельгійському державному віснику.
Прапор має два вертикальних поля синього та жовтого кольорів. У блакитній зоні велике зображення русалки, яка обома руками тримає ріпу. Походження русалки невідоме, але про ріпу можна багато розповідати. Це символ родючого Васланду, а також зображений на різних прапорах і гербах регіону.

Офіційно прапор описується так: 
Дві однаково довгі смуги синього та жовтого кольорів, на блакитному зображена русалка, яка тримає в лівій руці листяну ріпу, вся жовта.

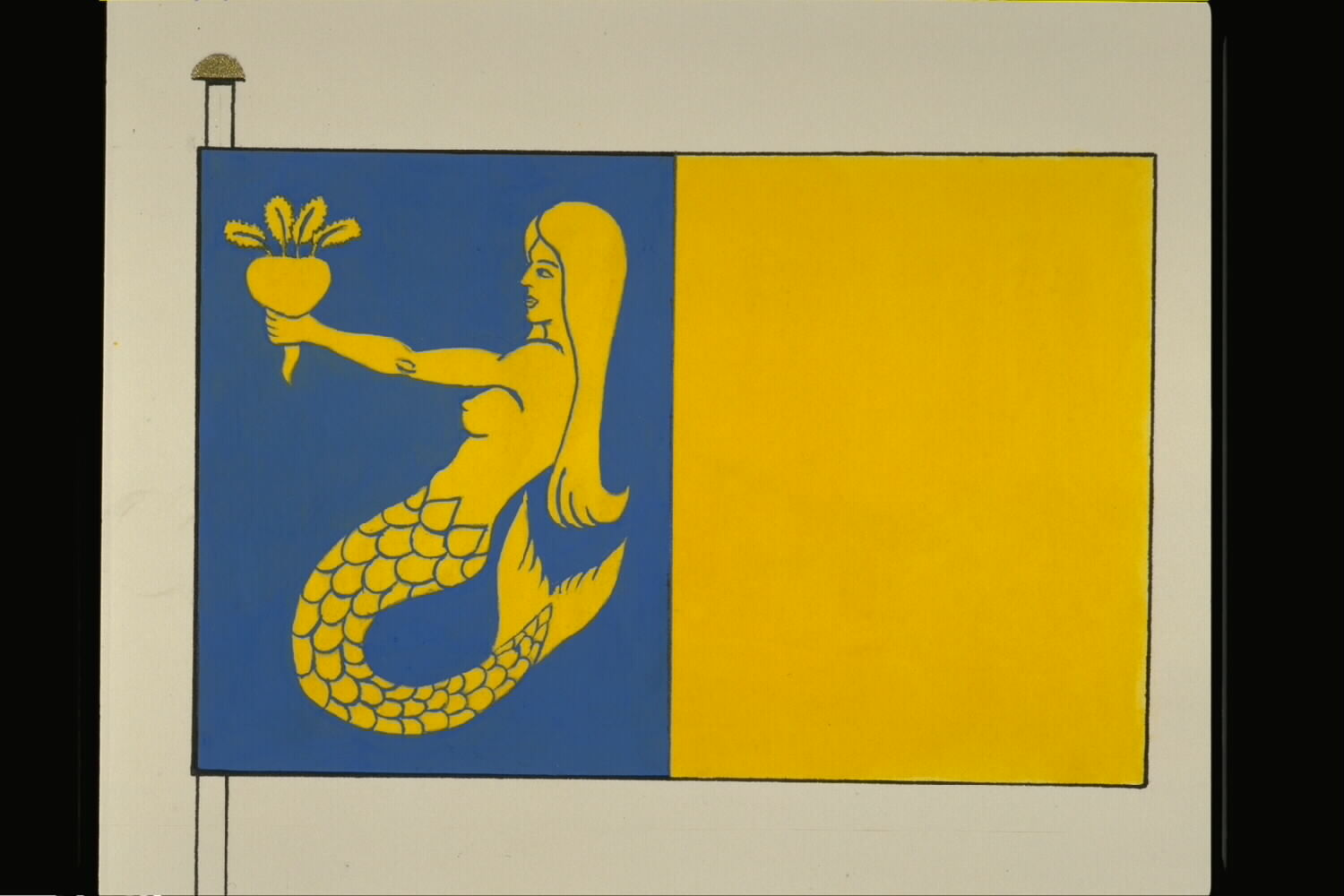
Офіційний малюнок прапора
Герб Ваасмюнстера

## Попередній прапор
Прапор Ваасмюнстера неофіційно використовувався протягом десятиліть, прапор із двома вертикальними смугами синього та жовтого кольорів. 

Попередній прапор